# Statue de Pouchkine à Riga
La statue de Pouchkine est une statue de plein air installée à Riga le 22 août 2009 dans le parc Kronvalds et retirée en 2023,. 

## Présentation
La statue est une œuvre d'Alexandre Tartynov. Elle représente le poète Alexandre Pouchkine en pied tenant son haut-de-forme à la main gauche et ses gants à la main droite.
La statue de bronze était erigée au bord du canal central de Riga, près de la faculté de biologie de l'université de Riga. Elle tournait le dos au canal au bord d'une allée tranquille ombragée d'arbres. Elle était placée sur un petit socle avec une reproduction gravée de la signature du poète.
La présence littéraire de Pouchkine à Riga était autrefois rappelée par le boulevard Pouchkine (nommé ainsi de 1899 à 1923) qui longe la faculté, aujourd'hui par le Théâtre russe de Riga (construit en 1905) où se donnent régulièrement des lectures et des pièces d'auteurs russophones, dont Pouchkine.

## Inauguration
L'idée d'ériger une statue en l'honneur de Pouchkine remonte au moins à 1999 (date de son tricentenaire) autour de la Société pouchkinienne de Lettonie, mais les événements de l'époque ont retardé sa réalisation. Il est à noter qu'une pétition d'intellectuels lettons a circulé contre l'érection de cette statue, autour du directeur de la télévision lettone LNT. C'est la première fois au monde qu'une telle action était menée contre la mise en place d'une statue de ce poète romantique. Cette pétition a provoqué la réprobation autant de Lettons que de russophones, Riga étant peuplée à moitié de russophones.
L'inauguration a eu lieu en présence de l'ambassadeur de Russie à Riga, Alexandre Vechniakov, de personnalités de la ville et de deux cents habitants de Riga. 
La statue a été offerte par la ville de Moscou à la ville de Riga. Elle marque, selon les discours des autorités, une nouvelle étape dans la relation russo-lettone.

## Enlèvement
La statue est devenue de plus en plus controversée après l’invasion de l'Ukraine par la Russie en 2022. Le 18 novembre 2022, l'ambassade de la fédération de Russie en Lettonie a publié sur les réseaux sociaux des photos du monument, peint de peinture blanche et rouge. La police d'État de Lettonie a ouvert une enquête sur cette affaire. Le 25 novembre 2022, une pétition intitulée « Démolition du monument Pouchkine » a été publiée sur la plateforme de pétition communautaire ManaBalss.lv. Le 12 mars 2023, l'Union russe de Lettonie a organisé une manifestation devant l'hôtel de ville de Riga contre le projet de retrait de la statue, à laquelle ont participé environ 200 personnes,. 
La statue a été retirée en mai 2023,.

## Source de la traduction
- (ru) Cet article est partiellement ou en totalité issu de l’article de Wikipédia en russe intitulé « Памятник Пушкину (Рига) » (voir la liste des auteurs).